# Palmer Point
Der Palmer Point ist eine felsige Landspitze an der Ingrid-Christensen-Küste des ostantarktischen Prinzessin-Elisabeth-Lands. Sie liegt 3 km westlich des Strover Peak und 13 km westnordwestlich des Mount Caroline Mikkelsen. 
Erste Luftaufnahmen entstanden bei der US-amerikanischen Operation Highjump (1946–1947). Der australische Geologe Ian Roderick McLeod (* 1931) besuchte sie 1969 im Rahmen einer Kampagne der Australian National Antarctic Research Expeditions (ANARE) zu den Prince Charles Mountains. Das Antarctic Names Committee of Australia benannte sie nach dem Hubschrauberpiloten John R. Palmer, der 1968 an einer ANARE-Kampagne teilgenommen hatte.